# 加藤博 (ジャーナリスト)
加藤 博（かとう ひろし、1945年 -）は、日本のジャーナリスト。北朝鮮難民救援基金代表。

## 人物略歴
1945年、福島県に生まれる。立教大学卒業。1969年から1976年にかけて旧仏領インドシナのベトナム、ラオス、カンボジアを取材、1989年にはベルリンの壁崩壊に端を発する東欧革命、また、1990年からはソビエト連邦崩壊までの軌跡を取材した。1991年以降は、ロシア連邦シベリア地域において強制的に働かされていた北朝鮮木材伐採労働者のキャンプを取材している。1998年9月には北朝鮮難民救援基金の設立に参加した。2002年10月、中華人民共和国遼寧省大連市で中国国家安全局により拘束された。中国政府が脱北者の保護・支援活動への取り締まりを強めるなか、生命の危険を冒しながらも人道支援を続け、2008年、実際に多くの貴重な人命を救ったとして東京弁護士会人権賞を受賞した。

## 著書
- 『地図にない国Kawthoolei』同時代社、1982年7月。ASIN B000J7ES8E。
- 『地図にない国からの報告』晩聲社、1982年9月。ISBN 978-4891881146。
- 『ラバン-フィリピンの黄色い革命』大月書店、1986年8月。ISBN 978-4272620067。